# Król przedmieścia
Król przedmieścia – polski serial komediowy emitowany od 3 kwietnia do 26 czerwca 2002 w reżyserii Olafa Lubaszenki.
Serial o życiu codziennym biznesmena Leszka Kowalskiego i jego rodziny (Vanessy, drugiej żony Leszka, dwóch synów Seweryna i Franka) oraz ochroniarza „Lodówy”.

## Obsada
- Krzysztof Kowalewski –
  - Leszek Kowalski,
  - Dżefrej, brat bliźniak Kowalskiego
- Ewa Gawryluk – Vanessa, żona Kowalskiego
- Wojciech Klata – Seweryn, syn Kowalskich
- Maciej Chorzelski – Franciszek, syn Kowalskich
- Dariusz Gnatowski – „Lodówa”, ochroniarz Kowalskiego
- Barbara Krafftówna – matka Kowalskich
- Waldemar Obłoza – pielęgniarz Rysio
- Mirosław Konarowski – psi psycholog
- Krzysztof Skiba – menadżer Andrew Żołądź
- Sławomir Sulej – pielęgniarz
- Tomasz Sapryk – redaktor „Nostromo”
- Agnieszka Suchora – psycholog szkolny
- Krzysztof Kiersznowski – brat Śledzisław
- Patryk Lisowski – Stefanek, kolega Franka
- Jerzy Bończak – „Pukawka”, kuzyn „Maliny”
- Maria Kaniewska – Ciotka „Lodówy”
- Małgorzata Sadowska – Zdzicha, żona Wieśka „Maliny”
- Paweł Wilczak – detektyw Przybył
- Justyna Pochanke – spikerka TVN 24
- Jerzy Łapiński – brat Żmijosław, dowódca bractwa
- Sławomir Orzechowski – gangster „Szklanka”
- Wojciech Paszkowski – lekarz i głos ducha
- Dan Sumikowski – głos Miecia
- Jakub Kędzierski – głos uczestnika „Milionerów”
- Lech Dyblik – Czesław „Hegemon”, wódz bractwa
- Roman Bugaj – „Kelner”, człowiek „Szklanki”
- Tomasz Zubilewicz – głos pana od pogody
- Maria Góralczyk – Kaja
- Violetta Arlak – straganiara
- Włodzimierz Midak – głos Czesia
- Anna Guzik – Lubawa, córka Żmijosława
- Jarosław Strzała – głos uczestnika „Milionerów”
- Leon Niemczyk – senator Adam Polak
- Krzysztof Krupiński – kapelusznik
- Roman Kłosowski – inżynier Leszek Maliniak
- Jerzy Słonka – głos posła Rudolfa Kusibaby
- Mariusz Jakus – „Bekon”, człowiek „Szklanki”
- Paweł Nowisz – Mietek
- Karol Stępkowski – głos w radiu
- Borys Szyc – kamerzysta programu „Nostromo XII”

### Odcinki
- odcinek 1 – Król Przedmieścia
- odcinek 2 – Kidnapping
- odcinek 3 – Odchudzanie
- odcinek 4 – Pies bojowy
- odcinek 5 – Thaimassage
- odcinek 6 – Zdrowie
- odcinek 7 – Bractwo
- odcinek 8 – Magiczne spotkanie
- odcinek 9 – Dziewczyna dla Seweryna
- odcinek 10 – Boysband
- odcinek 11 – Test na inteligencję
- odcinek 12 – Drzewo genealogiczne
- odcinek 13 – Strefa X